# Asienspiele 1986/Badminton (Herrenmannschaft)
Titelträger im Badminton wurden bei den Asienspielen 1986 in Seoul in fünf Einzel- und zwei Mannschaftsdisziplinen ermittelt. Folgend die Ergebnisse der Herrenmannschaften.

## Zeitplan
| Datum                         | Zeit  | Event         |
| ----------------------------- | ----- | ------------- |
| Sonnabend, 27. September 1986 | 11:00 | Viertelfinale |
| Sonntag, 28. September 1986   | 21:00 | Halbfinale    |
| Montag, 29. September 1986    | 14:00 | Finale        |

## Resultate
| Viertelfinale | Viertelfinale       | Viertelfinale |                     |          | Halbfinale | Halbfinale | Halbfinale |  |  | Finale | Finale | Finale |
|               |                     |               |                     |          |            |            |            |  |  |        |        |        |
| 1             | Volksrepublik China | 5             |                     |          |            |            |            |  |  |        |        |        |
|               | Hongkong            | 0             |                     |          |            |            |            |  |  |        |        |        |
| 1             | Hongkong            | 0             | Volksrepublik China | 4        |            |            |            |  |  |        |        |        |
| 1             |                     |               |                     | 4        |            |            |            |  |  |        |        |        |
|               |                     | Indien        | 1                   |          |            |            |            |  |  |        |        |        |
|               | Japan               | Indien        | 1                   | 2        |            |            |            |  |  |        |        |        |
|               |                     |               |                     | 2        |            |            |            |  |  |        |        |        |
|               | Indien              | 3             |                     |          |            |            |            |  |  |        |        |        |
| 1             | Indien              | 3             | Volksrepublik China | 0        |            |            |            |  |  |        |        |        |
| 1             |                     |               |                     |          |            |            |            |  |  |        |        |        |
|               |                     | Südkorea      | 5                   |          |            |            |            |  |  |        |        |        |
|               | Nepal               | Südkorea      | 5                   | 0        |            |            |            |  |  |        |        |        |
|               |                     |               |                     | 0        |            |            |            |  |  |        |        |        |
|               | Südkorea            | 5             |                     |          |            |            |            |  |  |        |        |        |
|               | Südkorea            | 5             | Südkorea            | 3        |            |            |            |  |  |        |        |        |
|               |                     |               | Südkorea            | 3        |            |            |            |  |  |        |        |        |
|               | 2                   | Indonesien    | 2                   |          |            |            |            |  |  |        |        |        |
|               | 2                   | Indonesien    | 2                   | Malaysia | 2          |            |            |  |  |        |        |        |
|               |                     |               |                     | Malaysia | 2          |            |            |  |  |        |        |        |
| 2             | Indonesien          | 3             |                     |          |            |            |            |  |  |        |        |        |

### Viertelfinale
| 27. September | Volksrepublik China | 5 – 0 | Hongkong |  |

| Yang Yang               | Yang Yang               | 2–0 | Yeung Yik Kei            | 15–1, 15–3  |
| Zhao Jianhua            | Zhao Jianhua            | 2–0 | Tsang To                 | 15–1, 15–4  |
| Tian Bingyi / Li Yongbo | Tian Bingyi / Li Yongbo | 2–0 | Yeung Yik Kei / Lai Hung | 15–10, 15–4 |
| Chen Kang / Ding Qiqing | Chen Kang / Ding Qiqing | 2–0 | Tsang To / Lee To Shing  | 15–2, 15–5  |
| Xiong Guobao            | Xiong Guobao            | 2–0 | Lee To Shing             | 15–5, 15–2  |

| 27. September | Japan | 2 – 3 | Indien |  |

| Hiroki Etō                          | Hiroki Etō                          | 0–2 | Prakash Padukone              | 7–15, 4–15          |
| Hiroshi Nishiyama                   | Hiroshi Nishiyama                   | 0–2 | Vimal Kumar                   | 12–15, 2–15         |
| Shinji Matsuura / Hiroshi Nishiyama | Shinji Matsuura / Hiroshi Nishiyama | 1–2 | Prakash Padukone / Uday Pawar | 14–17, 15–11, 13–18 |
| Shokichi Miyamori / Tetsuaki Inoue  | Shokichi Miyamori / Tetsuaki Inoue  | 2–1 | Leroy D’sa / Sanat Misra      | 15–17, 15–7, 15–13  |
| Shinji Matsuura                     | Shinji Matsuura                     | 2–0 | Syed Modi                     | 18–17, 15–12        |

| 27. September | Nepal | 0 – 5 | Südkorea |  |

| Pratap Adhikari                             | Pratap Adhikari                             | 0–2 | Sung Han-kuk                  | 3–15, 2–15 |
| Ramji Bahadur Shrestha                      | Ramji Bahadur Shrestha                      | 0–2 | Park Sung-bae                 | 0–15, 5–15 |
| Prakash Dhoj Rana / Pratap Adhikari         | Prakash Dhoj Rana / Pratap Adhikari         | 0–2 | Park Joo-bong / Kim Moon-soo  | 2–15, 2–15 |
| Ramji Bahadur Shrestha / Krishna Chakradhar | Ramji Bahadur Shrestha / Krishna Chakradhar | 0–2 | Kim Joong-su / Lee Deuk-choon | 1–15, 2–15 |
| Prakash Dhoj Rana                           | Prakash Dhoj Rana                           | 0–2 | Choi Byung-hak                | 3–15, 8–15 |

| 27. September | Malaysia | 2 – 3 | Indonesien |  |

| Misbun Sidek                  | Misbun Sidek                  | 1–2 | Icuk Sugiarto                  | 6–15, 15–11, 10–15 |
| Foo Kok Keong                 | Foo Kok Keong                 | 0–2 | Eddy Kurniawan                 | 10–15, 8–15        |
| Chong Weng Kai / Misbun Sidek | Chong Weng Kai / Misbun Sidek | 0–2 | Liem Swie King / Bobby Ertanto | 2–15, 4–15         |
| Razif Sidek / Cheah Soon Kit  | Razif Sidek / Cheah Soon Kit  | 2–1 | Christian Hadinata / Hadibowo  | 15–7, 14–17, 15–2  |
| Rashid Sidek                  | Rashid Sidek                  | 2–0 | Lius Pongoh                    | Walkover           |

### Halbfinale
| 28. September | Volksrepublik China | 4 – 1 | Indien |  |

| Zhao Jianhua            | Zhao Jianhua            | 0–2 | Prakash Padukone              | 3–15, 4–15 |
| Yang Yang               | Yang Yang               | 2–0 | Vimal Kumar                   | 15–6, 15–4 |
| Tian Bingyi / Li Yongbo | Tian Bingyi / Li Yongbo | 2–0 | Prakash Padukone / Uday Pawar | 15–6, 15–8 |
| Ding Qiqing / Chen Kang | Ding Qiqing / Chen Kang | 2–0 | Leroy D’sa / Sanat Misra      | 15–4, 15–4 |
| Xiong Guobao            | Xiong Guobao            | 2–0 | Ravi Kunte                    | 15–1, 15–3 |

| 28. September | Südkorea | 3 – 2 | Indonesien |  |

| Park Joo-bong                 | Park Joo-bong                 | 2–1 | Icuk Sugiarto                  | 8–15, 15–11, 15–9 |
| Sung Han-kuk                  | Sung Han-kuk                  | 2–1 | Eddy Kurniawan                 | 15–5, 12–15, 15–4 |
| Park Joo-bong / Kim Moon-soo  | Park Joo-bong / Kim Moon-soo  | 2–0 | Christian Hadinata / Hadibowo  | 15–8, 15–5        |
| Kim Joong-su / Lee Deuk-choon | Kim Joong-su / Lee Deuk-choon | 0–2 | Liem Swie King / Bobby Ertanto | 3–15, 13–15       |
| Park Sung-bae                 | Park Sung-bae                 | 1–2 | Lius Pongoh                    | 15–7, 11–15, 9–15 |

### Finale
| 29. September | Volksrepublik China | 0 – 5 | Südkorea |  |

| Zhao Jianhua            | Zhao Jianhua            | 0–2 | Park Joo-bong                 | 7–15, 5–15  |
| Yang Yang               | Yang Yang               | 0–2 | Sung Han-kuk                  | 16–18, 4–15 |
| Ding Qiqing / Chen Kang | Ding Qiqing / Chen Kang | 0–2 | Park Joo-bong / Kim Moon-soo  | 4–15, 5–15  |
| Tian Bingyi / Li Yongbo | Tian Bingyi / Li Yongbo | 0–2 | Kim Joong-su / Lee Deuk-choon | Walkover    |
| Xiong Guobao            | Xiong Guobao            | 0–2 | Park Sung-bae                 | Walkover    |

## Ohne Einsatz
- Jiang Guoliang  Volksrepublik China
- Eddy Hartono  Indonesien
- Kim Chang-kook  Südkorea
- Kwan Yoke Meng  Malaysia